# Ulvkälla
Ulvkälla is een plaats in de Zweedse gemeente Härjedalen in het landschap Härjedalen en de provincie Jämtlands län. De plaats heeft 445 inwoners (2005) en een oppervlakte van 95 hectare. De plaats ligt aan de Europese weg 45 en de rivier de Ljusnan. Aan de overzijde van deze rivier tegenover Ulvkälla ligt Sveg.